# Josiah Gorgas
Josiah Gorgas (Contea di Dauphin, 1º luglio 1818 – Tuscaloosa, 15 maggio 1883) è stato un generale statunitense, diresse la produzione degli armamenti per la Confederazione durante la Guerra di secessione americana; in seguito fu presidente dell'Università dell'Alabama.

## Biografia

### Inizi
Nato in una famiglia povera della Pennsylvania, uno stato del Nord degli Stati Uniti, Gorgas iniziò a lavorare prima di terminare gli studi. Poté completare successivamente gli studi all'Accademia Militare degli Stati Uniti (West Point) dove si laureò, sesto della sua classe, nel 1841. Nei successivi venti anni Josiah Gorgas fu ufficiale di artiglieria nell'esercito degli Stati Uniti e, durante la sua carriera, fu di stanza in numerose località. Prese parte alla guerra messico-statunitense e fu promosso capitano nel 1855. Nel 1853 sposò Amelia Gayle, figlia dell'ex governatore dell'Alabama John Gayle. La coppia ebbe sei figli (William Crawford, Jessie, Mary Gayle, Christine Amelia, Maria Bayne, e Richard Haynsworth); il primogenito William Crawford (1854–1920) fu il generale medico dell'esercito degli Stati Uniti che contribuì maggiormente, grazie all'introduzione di misure di disinfestazione e lotta alle zanzare, all'igiene pubblica in America centrale particolarmente nella zona del Canale di Panama e a Cuba.

### Guerra di secessione
Mosso dalle simpatie politiche della moglie e dall'avversione per gli abolizionisti, Josiah Gorgas scelse la Confederazione quando si profilò la secessione degli stati del sud. Nei primi dell'aprile 1861 si dimise dal suo incarico nell'esercito e si trasferì a Montgomery (Alabama), la prima capitale degli Stati Confederati d'America, dove fu nominato capo dell'artiglieria dell'esercito confederato. Pochi giorni dopo (12 aprile 1861) il Nord e il Sud erano in guerra.
Gorgas è famoso per l'eccezionale efficienza dimostrata nel dotare di armi e munizioni le forze confederate. Allo scoppio della guerra di secessione, gli stati del Sud avevano poche armi moderne e praticamente nessun impianto per la loro produzione. Gorgas da un lato acquistò armi all'estero, contemporaneamente pianificò la produzione interna di fucili, armi di piccolo calibro, cannoni, proiettili e polvere da sparo. Nel 1863 erano in funzione nuove fabbriche per la produzione degli armamenti e in attività miniere per la fornitura delle materie prime necessarie; e nonostante le costanti difficoltà finanziarie e politiche della Confederazione, Gorgas riuscì a mantenere a un alto livello di efficienza il sistema della produzione bellica. Come riconoscimento delle sue capacità Gorgas fu promosso dapprima da tenente colonnello a colonnello e successivamente da colonnello a generale di brigata (10 novembre 1864). I diari tenuti da Gorgas durante la guerra di secessione sono un importante oggetto di studio per gli storici.

### Dopoguerra

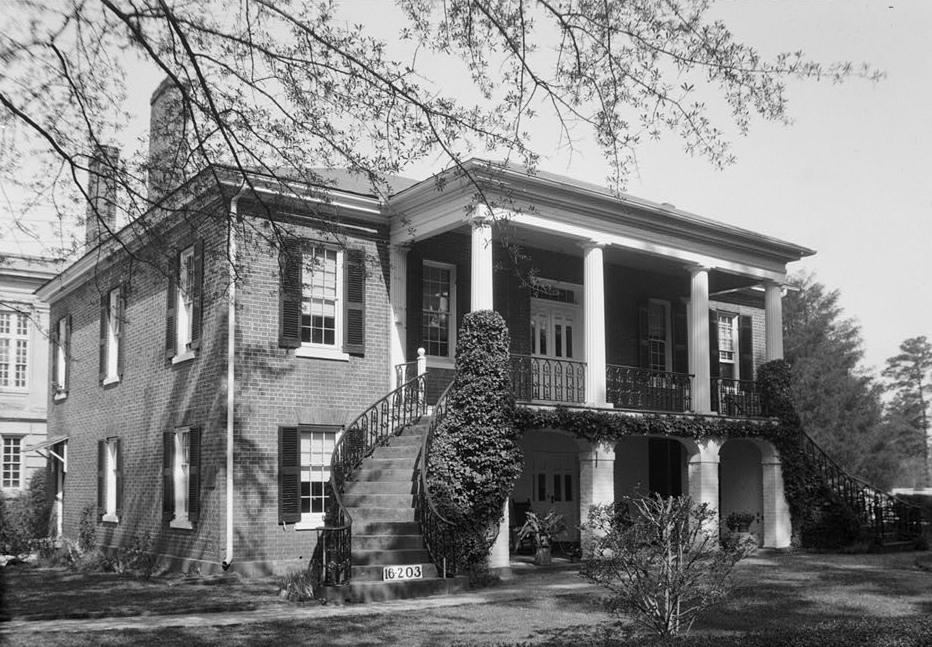
Gorgas House (fotografia del 1934)

Dopo la sconfitta della Confederazione nel 1865, Gorgas fu responsabile di un altoforno nella Contea di Bibb (Alabama). Nel 1870 fu accolto nel corpo docente dell'Università del Sud, a Sewanee (Tennessee), di cui nel 1872 divenne vice-rettore. Nel 1878 fu eletto presidente dell'Università dell'Alabama, ma si dimise l'anno successivo per motivi di salute. L'amministrazione dell'Università gli offrì un'abitazione diventata nel 1944 un museo dedicato alla famiglia Gorgas noto come «Gorgas House».